# Harald Andersson
Harald Andersson, né Ernst Harold Anderson le 2 avril 1907 aux États-Unis et décédé le 18 mai 1985 à Nynäshamn, était un athlète suédois. Son poids en compétition était de 100 kg pour une taille de 1,90 m.
Harald Andersson était un sportif très complet qui faisait aussi de la boxe et du bandy. Il a laissé sa marque dans l'histoire du lancer du disque, la discipline dans laquelle il a été champion de Suède de 1932 à 1935. Il avait déjà amélioré le record national entre 1930 et 1933 de 46,04 m à 49,68 m.
Le 25 août 1934, lors d'une rencontre internationale entre la Suède et la Norvège à Oslo, il améliorait le record du monde de l'Américain Paul Jessup à son cinquième essai pour le porter à 52,42 m. Lors de son deuxième essai, il l'avait déjà amélioré à 52,20 m mais seul la marque à 52,42 m a été officiellement reconnue comme record du monde. Le 8 septembre 1934, il devenait le premier champion d'Europe de l'histoire au lancer du disque avec une marge de plus de trois mètres sur le Français Paul Winter.
En 1935, le record du monde était battu par Willy Schröder avec 53,10 m. Andersson améliorait sa meilleure performance à 53,02 et était avec seulement deux défaites cette saison-là, le meilleur lanceur de disque.
Aux Jeux olympiques d'été de 1936 à Berlin, il n'était pas dans sa meilleure forme, handicapé par une piqûre d'insecte à la main. Il échouait en qualifications. Il n'atteint plus jamais la forme qui était la sienne en 1934 et 1935.

## Palmarès

### Jeux olympiques d'été
- Jeux olympiques d'été de 1936 à Berlin ( Allemagne)
  - éliminé en qualifications du lancer du disque.

### Championnats d'Europe d'athlétisme
- Championnats d'Europe d'athlétisme de 1934 à Turin ( Italie)
  -  Médaille d'or au lancer du disque

## Records
- Record du monde du lancer du disque avec un lancer à 52,42 m le 25 août 1934 à Oslo (amélioration du record de Paul Jessup, sera battu le 28 avril 1935 par Willy Schröder)

## Sources
- (de) Cet article est partiellement ou en totalité issu de l’article de Wikipédia en allemand intitulé « Harald Andersson » (voir la liste des auteurs).